# Logiciel auto-école
Un logiciel auto-école est un logiciel de gestion conçu pour les auto-écoles.

## Logiciels de gestion[2]
Il existe différents types de logiciels de gestion destinés aux auto-écoles en France. Ces logiciels se décomposent en 2 catégories.

### Les logiciels de gestion installés de façon locale
Les qualités essentielles des logiciels de gestion installés de façon locale sont la qualité de l'éditeur, le prix et les fonctionnalités. Les fonctionnalités les plus importantes sont :
- la gestion rapide des planifications ;
- la gestion des fiches de suivi des élèves ;
- le suivi statistique de l'activité.

### Les logiciels de gestionen ligne
Une alternative aux logiciels installés de façon locale existe depuis quelques années : le logiciel de gestion en cloud, 100% en ligne. 
Les intérêts de cette innovation sont :
- la sécurisation des données[3] ;
- l'accessibilité 24h/24 et 7j/7 et sur tout terminal : ordinateur, tablette ou téléphone intelligent[4] ;
- la maintenance qui permet notamment aux utilisateurs d'effectuer des réservations et/ou de consulter leurs comptes.

## Logiciels deformationauCode de la route[5]
Les logiciels de formation au Code de la route se décomposent en 2 catégories : ceux installés de façon locale comme les Codes Rousseau ou ceux en ligne .